# Юзефув (гміна Поддембіце)
Юзефув (пол. Józefów) — село в Польщі, у гміні Поддембиці Поддембицького повіту Лодзинського воєводства.
Населення — 77 осіб (2011).
У 1975-1998 роках село належало до Серадзького воєводства.

## Демографія
Демографічна структура станом на 31 березня 2011 року:
|          | Загалом | Допрацездатний вік | Працездатний вік | Постпрацездатний вік |
| -------- | ------- | ------------------ | ---------------- | -------------------- |
| Чоловіки | 41      | 8                  | 30               | 3                    |
| Жінки    | 36      | 5                  | 20               | 11                   |
| Разом    | 77      | 13                 | 50               | 14                   |